# Област Мидоно
Област Мидоно (緑野郡 Midono-gun), је бивша рурална област која се налази у префектури Гунма, Јапан. Делови савремених градова Такасаки и Фуџиока су раније били у округу. 
Област Мидоно је формирана 7. децембра 1878. године са реорганизацијом Гунма префектуре у округе. Имала је 3 вароши (Очиај-Шин, Фуеки-Шин и Фуџиока) и 42 села, којима је директно управљао Шогунат Токугава. Са успостављањем система општина 1. априла, 1889. године подручје је организовано као три вароши (Фуџиока, Ониши и Шин) и седам села. 
1. априла 1896. године, област је спојена са областима Минамиканра и Таго и формирана је област Тано